# Mensenetende boom
Een mensenetende boom is een legendarische plant die groot genoeg is om een persoon of groot dier op te eten. Het bestaan van dergelijke organismen is nooit bewezen en behoort bijgevolg tot het domein van pseudowetenschappen als de cryptozoölogie. De grootste vleesetende plant is Nepenthes rajah. Deze bekerplant heeft kruiken die 15 cm hoog kunnen worden met een inhoud van maximaal 3,5 liter. Deze soort vangt zelden zoogdieren.

## De Madagaskarboom
Het vroegst bekende verslag van een mensenetende boom komt uit een artikel, geschreven door Edmund Spencer van de New York World. Spencers artikel verscheen voor het eerst in de dagelijkse editie van de New York World op 25 april 1874 en nog een keer in de wekelijkse editie van de krant, twee dagen later. In het artikel was een brief gepubliceerd door een vermeende Duitse ontdekkingsreiziger genaamd Karl (of Carl) Liche. In de brief gaf hij een verslag van een offer dat hij meemaakte toen hij in Madagaskar was. Het offer werd uitgevoerd door de Mkodo-stam. Dit verhaal werd later ook door andere kranten uitgebracht, zoals the South Australian Register van 27 oktober 1874, die het verhaal nog bekender maakte. De volgende beschrijving van de boom werd gegeven:

De slanke delicate palpi, met de woede van uitgehongerde slangen, trilde even boven haar hoofd en toen, alsof het een instinct had met demonische intelligentie, spoelden de tentakels rond en rond haar hals en armen; toen, terwijl haar verschrikkelijke geschreeuw en steeds meer verschrikkelijk gelach harder en wilder werden en veranderen in een gorgelend gekreun, rezen de ranken, als grote groene slangen, met brute energie en helse snelheid. Ze klapten zich in en vouwden haar, vouw naar vouw. Steeds strenger met wrede snelheid en woeste vasthoudendheid zoals die van anaconda’s die zich werpen op hun prooi.

De boom kreeg meer publiciteit door Madagascar, Land of the Man-eating Tree, een boek van Chase Osborn, die gouverneur van Michigan is geweest. Osborn claimde dat de inheemse bevolking en de missionarissen van Madagaskar wisten van deze afschuwelijke boom, en hij herhaalde ook het verslag van Liche hierboven.
In zijn boek uit 1955, Salamanders and other Wonders, stelde wetenschapsauteur Willy Ley dat de Mkodo, Carl Liche en de Madagaskarboom allemaal verzinsels waren.

## De Ya-te-veo

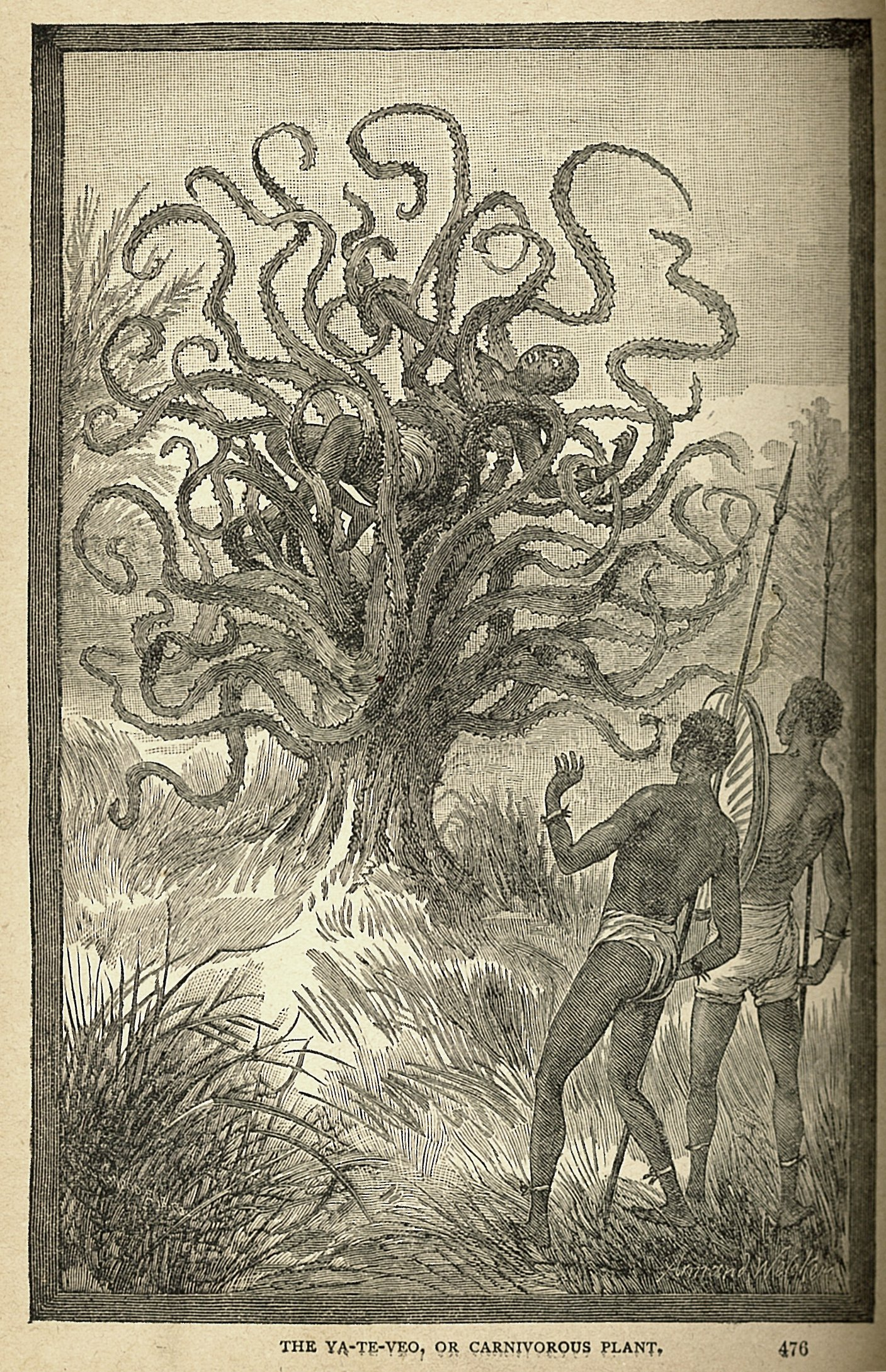
Afbeelding van een man die geconsumeerd wordt door een Ya-te-veo ("Ik zie je al"). Deze vleesetende boom zou gevonden kunnen worden in Afrika en Midden-Amerika, uit Sea and Land door J.W. Buel, 1887.

In het boek Sea and Land (1887), van J.W. Buel, wordt over de Ya-te-veo ("Ik zie je al") geschreven dat hij afkomstig is uit Afrika en Midden-Amerika en dat hij stengels heeft die lijken op "grote slangen die in een boze discussie zijn, soms heen en weer schietend alsof het een denkbeeldige vijand aanvalt", terwijl hij probeert een mens te verslinden.

## De Vampierwijnstok
William Thomas Stead, redacteur van het maandblad Review of Reviews, publiceerde een artikel dat een kort verhaal behandelde dat in het magazine Lucifer gevonden zou zijn, waarin een plant uit Nicaragua beschreven werd. Door de indianen daar werd de plant Valstrik van de Duivel genoemd. Deze plant zou in staat zijn "om het bloed van elk levend wezen op te drinken, dat zijn dodelijke aanraking voelt".
De heer Dunstan, bioloog, die onlangs is teruggekeerd uit Midden-Amerika waar hij bijna twee jaar heeft gespendeerd aan het bestuderen van de flora en fauna van het land, vertelt over de moerassen die de grote meren van Nicaragua omringen. Dunstan maakte deel uit van een botanische en entomologische expeditie. Op een zeker moment hoorde hij zijn hond in de verte in doodsangst janken. Hij rende naar de plek waar het gejank vandaan kwam. De hond was omringd door een perfect netwerk van wat leek op een touwachtig weefsel van wortels en vezels. De inheemse expeditieleden, die er nu ook bij waren komen staan, uitten de grootste afschuw voor de wijnstok, die zij de Valstrik van de Duivel noemden, en zij waren vol van verhalen over zijn dodelijke krachten. Dunstan kon maar weinig te weten komen over de aard van de plant, doordat de plant moeilijk in bedwang te houden was. Men kon alleen aan zijn greep ontkomen door hem weg te scheuren, waarbij huid en soms zelfs spierweefsel meeging. Dunstan kon in ieder geval met zekerheid zeggen dat de zuigkracht uit ontelbaar veel zuigmondjes komt die normaal gesproken dicht zijn, maar opengaan om voedsel tot zich te nemen. Als zijn vangst een dier is, zuigt hij het bloed uit het karkas en als dat niet lukt, laat hij het weer vallen.
Een onderzoek van Steads Review heeft vastgesteld dat er geen artikel gepubliceerd is met een dergelijk onderwerp in het magazine Lucifer. Het verhaal in Review of Reviews bleek dus een verzinsel te zijn.